# سیارک ۱۳۱۹۶
سیارک ۱۳۱۹۶ (به انگلیسی: 13196 Rogerssmith، نامگذاری:1997CE8) سیزده هزار و صد و نود و ششمین سیارک کشف شده‌است که در ۱ فوریه ۱۹۹۷ کشف شد.
قدر مطلق سیارک برابر ۲۲.۴ است.